# ジョゼフ・ラーモア
サー・ジョゼフ・ラーモア（Sir Joseph Larmor, 1857年7月11日 - 1942年5月19日）は、アイルランド出身の物理学者、数学者。
ベルファストのクィーンズ・カレッジとケンブリッジ大学で学び、1880年から1885年までクィーンズ・カレッジで教え、その後ケンブリッジの講師になる。1903年にストークスの後を継いでケンブリッジ大学数学教授（ルーカス講座主任教授）になる。
1892年王立協会フェロー選出。1900年の著書『エーテルと物質』が有名。新しい物理学の誕生する前の世代の物理学者としてとらえられることが多い。磁場中の電子の歳差運動（Larmor Precession）などに名を残している。
1911年から1922年までケンブリッジ大学選挙区選出の庶民院議員を務めた。

## 受賞歴
- 1899年 - アダムズ賞
- 1909年 - ベーカリアン・メダル
- 1914年 - ド・モルガン・メダル
- 1915年 - ロイヤル・メダル
- 1921年 - コプリ・メダル